# Kalandion (patriarcha Antiochii)
Kalandion – mianowany przez zwolenników soboru chalcedońskiego patriarcha Antiochii; sprawował urząd w latach 481–482.